# Nerina Bernasconi Guggeri
Nerina Bernasconi Guggeri de Kabregu (Paysandú, 15 de agosto de 1919-Montevideo, 1995), que firmaba como  N. Bernasconi Guggeri, fue una artista plástica uruguaya, desarrolló su arte en particular en la escultura, la cerámica, el dibujo a tinta china, el pastel y la acuarela.

## Primeros años y formación
Nace el 15 de agosto de 1919 en la ciudad de Paysandú, Uruguay, hija de Victor Hugo Bernasconi y de Juana Ana Guggeri. A los doce años entró en el taller del pintor italiano Raúl Viviani y con él aprende la técnica del puntillismo. 

Por primera vez entré a un estudio, en donde este buen señor manejaba el color y pintaba cuadros raros para mí, pues sin dibujo y haciendo pequeñas rayitas de distintos colores se lograba la figura y el paisaje. Pero… cuando conseguí hacer algo, el maestro se fue a Italia.

Al ausentarse el maestro Viviani para Italia, en 1934, pasó al Círculo de Bellas Artes, donde estudió con el maestro Domingo Bazzurro. 

Fue el Círculo de Bellas Artes el que me atrajo entonces. Allí aprendí mucho comenzando con el dibujo. Estudié con el maestro Bazzurro. Dejé el círculo el día que tuve que hacer estudio al natural del cuerpo humano. Siendo yo muy joven y muy tímida me escurrí…

Después de dos años de cursar Bellas Artes, pasó a estudiar en el taller del maestro Enzo Domestico Kabregu, él que más tarde será su esposo.

## El encuentro con Kabregu

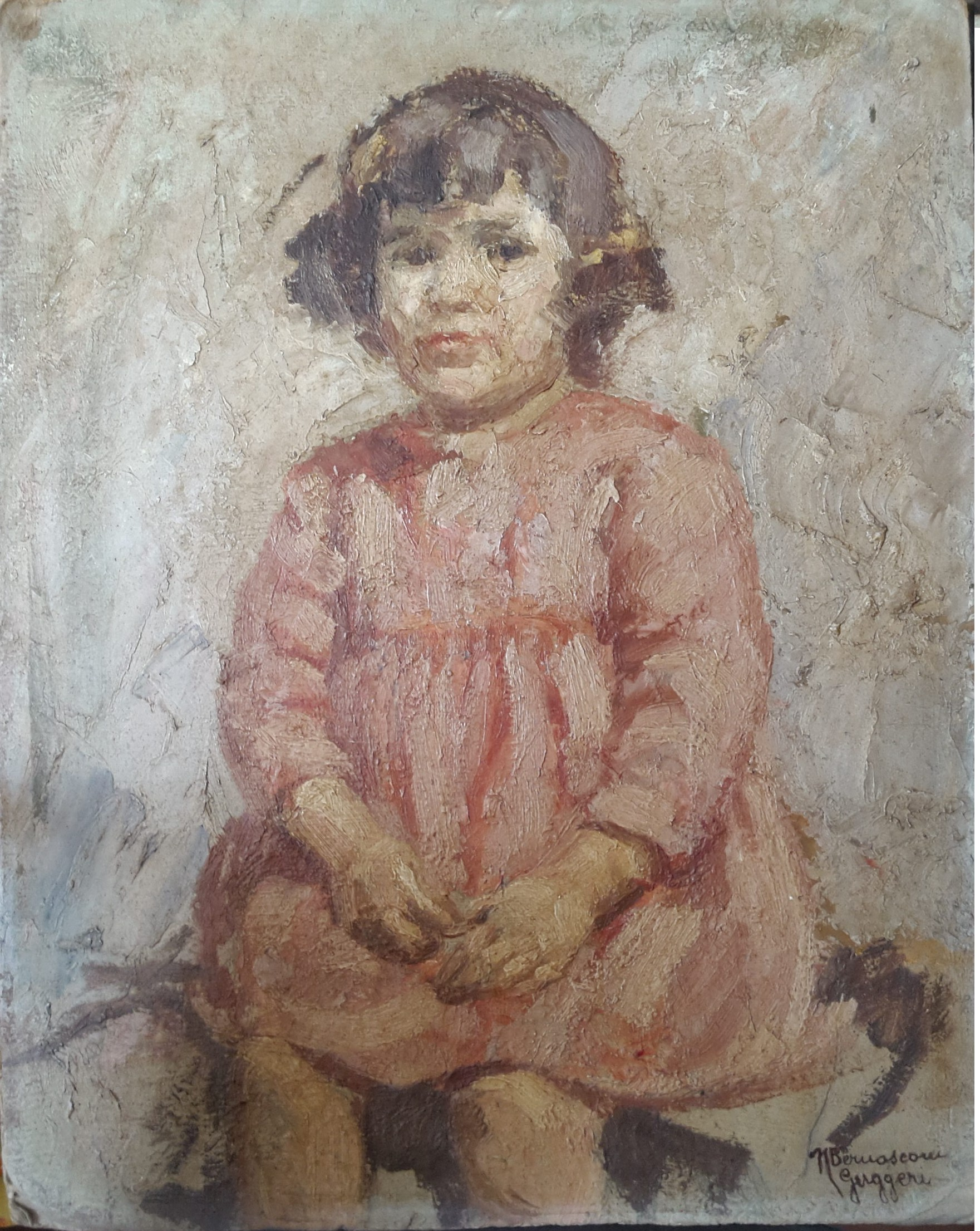
Óleo sobre cartón

El encuentro de estas dos personalidades artísticas produce un importante chispazo en la vida tanto personal cómo artística de los dos, quiénes colaborarán en muchas de sus creaciones y se complementarán gracias a esta influencia y ayuda reciproca.

Quizá por estar en estrecho contacto con él, mi pintura cambió al Impresionismo.

La pareja Kabregu - Bernasconi tuvo dos hijas, Giannina Kabregu Bernasconi y Mónica Kabregu Bernasconi, ambas artistas plásticas, habiendo sido su escuela su propia casa.

## El Atelier, el Centro Plástico Athenea y la Escuela de Cerámica Artística
En el atelier entra en contacto con muchos ilustres artistas ya que el maestro Kabregu fue en Uruguay un pionero en acercar tanto a los hombres como a las mujeres al arte pictórico y en su recordado atelier surgió la primera generación femenina de artistas plásticas del Uruguay. 
En 1952, conjuntamente con su esposo (con quién había contraído matrimonio en 1941), abrió el Centro Plástico Athenea: se trata de un verdadero cenáculo artístico, donde se brindan clases y talleres abiertos y se realizan charlas, conferencias, mesas redondas y exposiciones. En una tarjeta del mismo Centro Plástico Athenea, se lee una declaración de intenciones:
“El Centro Plástico Athenea se propone estimular todo esfuerzo creador para aquellos que sienten las inquietudes del arte y la cultura estética. Es totalmente ajeno a escuelas y tendencias. Fue fundado en noviembre de 1952 y desde entonces desarrolla su obra cultural por medio de conferencias, reuniones de camaradería, exposiciones, charlas didácticas, demostraciones, etc.”
El año siguiente (1953), Kabregu y Bernasconi fundaron también el taller Escuela de Cerámica Artística, siempre en su casa de la calle Maldonado 1331 en el centro de Montevideo: rápidamente la Escuela de Cerámica Artística fue uno de los centros más conocidos y completos del país y de ahí saldrán, en los años siguientes, importantes trabajos de claro estilo italiano.

Dedicarse a la cerámica] tampoco fue fácil, pues en aquella época no había ningún taller y sólo estaban Heller y López Lomba. Los dos estuvieron en casa enseñando. Así comenzamos, haciendo experiencia con esmaltes, pastas, horneadas. Llegué a tener un taller muy completo donde acudían varios ceramistas.

La pasión por la cerámica se desató cuando empezó a estudiar, con Olga Capurro de Varela Acevedo, decoración sobre porcelana. Y de ahí pasó a lo que sería el gran amor de su vida: la cerámica:

Era otra época […] y no había a quien pedirle consejo; tuve que luchar contra muchos factores. Nadie quería decir sus secretos, y necesité diez años para conseguir algo. Yo hacía un tipo especial de porcelana, trabajé mucho con la cerámica, empezaron a aparecer alumnos, y me gustaba que aprendiesen.

## Kabregu-Bernasconi: pareja en la vida y en el arte

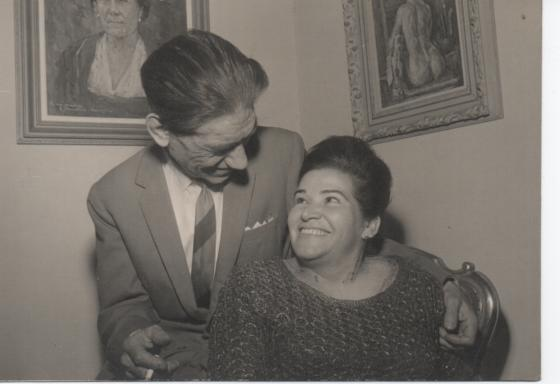
Enzo Domestico Kabregu y Nerina Bernasconi Guggeri, años Sesenta

A principios de los años cincuenta Nerina Bernasconi colaboró con su esposo Enzo Domestico Kabregu en la creación y el desarrollo de una nueva técnica pictórica, el diluido, que surgió de la experimentación, del talento y de sus grandes creatividades: los óleos, diluidos mediante un proceso especial, imprimen sobre el papel trazos inmediatos; el resultado asemeja la destreza, la precisión y las transparencias de la pincelada de la acuarela, aunque los colores resulten mucho más fuertes, brillantes y vibrantes. 

Esta técnica novedosa implicó la colaboración de los esposos artistas: ya que estos óleos son de secado rápido, es necesaria atenta preparación previa de los materiales e instrumentos y, además, precisa asistencia durante todo el proceso de pintura. Lo que significa que la mayoría de los diluidos firmados Kabregu, son de hecho trabajos a cuatro manos, por cuya creación fue fundamental el atento y silencioso aporte de Bernasconi. 

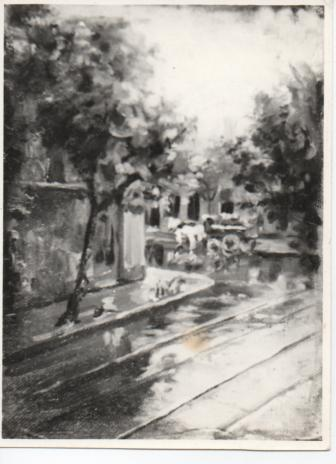
"Calle Lluviosa", diluido.

En verdad para referirnos a los esposos Kabregu es difícil aplicar un calificativo artístico que les defina, ya que ambos son a la vez, pintores, escultores y ceramistas.

## Pintura y cerámica
En el Centro Plástico, Nerina Bernasconi enseñó pintura y cerámica. Experimentó muchas técnicas con materiales varios, demostrando el dominio de las mismas.

Trabajé en la escultura, hice dibujos a tinta china, pastel, acuarela. Siento que la pintura y la cerámica me satisfacen plenamente, y con ellas me he encontrado a mi misma…

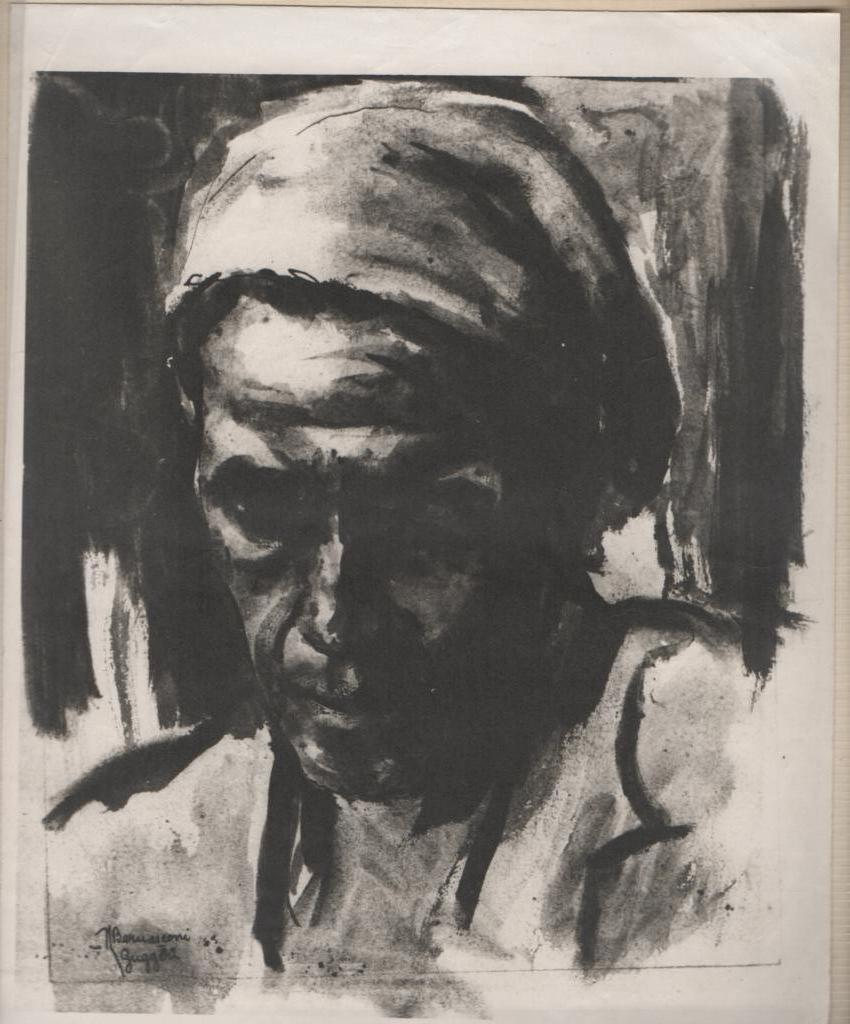
"Gitano", alquitrán

Luego de ocuparse, como directora, de las exposiciones del Centro Plástico Athenea, brindó un interesante ciclo de charlas sobre cerámica francesa y cerámica centroamericana. Sobre estas y otras temáticas intervendrá en muchos programas televisivos en Uruguay y en el exterior, tal como “Femirama” y “La hora del té”.

Mi inquietud artística me llevó al campo de la cerámica. Esta técnica artesanal fue envolviéndome día tras día, dándome muchas satisfacciones. Expuse en Minnesota (EE.UU.), en Montreal (Canadá). Realicé varias exposiciones personales en Salones Nacionales y Municipales, en el interior de la República y en varios países.

## Exposiciones y reconocimientos
A partir de 1936, interviene sin descanso, con obras pictóricas y cerámicas, en numerosísimas exposiciones, entre las cuales solo algunas de la personales:
- Octubre 1945: Tosi y Gainza, Montevideo, ROU, con Esther Estades Basavilbaso
- Julio 1967, gira por Nueva York, Detroit, Minneapolis (EE. UU.), Montreal (Canadá)
- Mayo 1975: Real Hermandad de nobles españoles de Santiago, Napoli, ITA, con Lea Brito de Rosa
- Junio 1981: Ceriani Galería de Arte, Montevideo, ROU, con Julio Cesar Michielli
- Enero 1982: Club del bosque, Punta del este, Maldonado, ROU
- Noviembre 1982: Alianza Francesa Galería de Arte, Paysandú, ROU
- Agosto de 1985: Alianza Francesa Galería de Arte, Paysandú, ROU
- Octubre 1987: Galería Artea, Montevideo, ROU, con la hija Mónica Kabregu.

Figuran obras suyas en Uruguay, Italia, Argentina, Brasil, Israel, Francia, Estados Unidos y España. A menudo viaja al exterior, buscando nuevas inspiraciones y técnicas, estudiando restauración y cerámica:

Por dos veces fui enviada en misión oficial a Europa. En Italia, donde viví dos años, visité muchas galerías y vi cambios en la pintura. Está volviendo a ser figurativa: ya no hay tanta pintura abstracta. Desde luego, yo no califico un cuadro por ser moderno, sino por su calidad. No voy a descubrir Italia… pero todos los que vivimos el ella, la vamos descubriendo a nuestra manera, a nuestro sentir. Porque existen tantos museos; y luego sus callecitas, iglesias, rincones, plazas, en cada lugar que se detenga la vista… hay arte!

Desde 1971 está representada en los Registros de Artistas Nacionales de la Biblioteca del Palacio Legislativo del Uruguay. En el mismo año fue nombrada oficialmente secretaria de la Fundación Kabregu, cuya sede está ubicada en el Castillo del Parque Rodó. En 1973 fue becada por la Embajada de Corea del Sur para un viaje de especialización en cerámica y alfarería oriental con nuevas técnicas.
Cuando le preguntan por qué pasó tanto tiempo sin que exhibiera sus cuadros, contesta:

Mucha gente me preguntó lo mismo. Ser esposa de un gran pintor como Kabregu, no fue tarea fácil. Inconscientemente me convertí en secretaria, confidente, marchand, motor de empuje… Por esa razón dejé de pintar por largo periodo, y dirigí mis anhelos hacia la cerámica…

- Nerina, ¿por qué, y creemos que esto no le molesta, su pintura posee idéntica factura y modo de emplear la materia, de su esposo?

- Soy feliz de sentir que en cada obra está presente el germen de las enseñanzas del Maestro que compartió la mayor parte de mi vida… y, como decía Kabregu, la pintura y la creación son una enfermedad incurable